# Spaelotis suffusa
Spaelotis suffusa là một loài bướm đêm trong họ Noctuidae.